# Opazovanje (metoda psihologije)
Opazovanje  je ena izmed temeljnih znanstvenoraziskovalnih metod, ki se uporablja, kadar želimo opisati in pojasniti vedenje posameznika v vsakdanjih situacijah in odnosih do drugih. Vedenje, ki ga opazujemo, lahko podrobneje razložimo, če upoštevamo kontekst, v katerem se pojavlja. To so vse tiste značilnosti okolja, ki vplivajo na posameznikovo vedenje, npr. fizično okolje in socialne značilnosti. Prav tako  nam opazovanje tudi omogoča, da sproti odkrivamo dejavnike, ki so pomembni za razumevanje in pojasnjevanje določenega vedenja in jih pred opazovanjem nismo predvideli.

## Načini opazovanja
Vedenje lahko opazujemo tako v naravnem okolju kot tudi v laboratoriju, pri čemer opazovanje v naravnem okolju predstavlja spremljanje posameznikovega vedenja v dnevnem okolju in omogoča vpogled v realno in spontano vedenje. Ima tudi vrsto pomanjkljivosti; pri opazovanju ne moremo v celoti nadzirati zunanjih dejavnikov in nepredvidljivih vedenj, ponovitev pod enakimi pogoji ni mogoča in prisotnost opazovalca lahko na različne načine vpliva na vedenje posameznika  Vpliv prisotnosti opazovalca bi lahko zmanjšali z uporabo skritih kamer, vendar bi to bilo etično sporno. Boljši način je pogostejše obiskovanje okolja, v katerem opazujemo posameznika, saj čez čas opazovalec za opazovanega postane nepomemben. Drugi način opazovanja, ki se izvaja v laboratoriju, pa pomeni, da situacijo ustvari eksperimentator in v njej opazuje posameznika. Od opazovanja v naravnem okolju se razlikuje v tem, da lahko nadzorujemo zunanje dejavnike, ki vplivajo na vedenje posameznika, vendar tehnika ni uporabna pri opazovanju vedenja, ki se pojavlja v značilnem socialnem okolju posameznika ali kadar situacije ne moremo ustvariti v laboratoriju, bodisi zaradi fizikalnih ali etničnih razlogov.
Kadar opazujemo določeno vedenje, lahko to storimo na različne načine. Posameznikovo vedenje lahko zgolj opazujemo od daleč in ne učinkujemo na opazovano vedenje, ali pa se različno intenzivno vključujemo v situacijo   Več raziskovalcev  meni, da je opazovanje veliko bolj naravno, če se opazovalec vključi v situacijo, ki jo opazuje, kajti to omogoča boljše razumevanje posameznikovega vedenja in zmanjša možnost napačne interpretacije. 

## Tehnike opazovanja
Opazovanje kot metoda sodi med manj objektivne raziskovalne metode. Na dobljene rezultate lahko močno vpliva pristranost opazovalca, zato moramo povečati njeno veljavnost in zanesljivost. Pomagamo si lahko z izdelavo predhodnega načrta opazovanja, v katerem opredelimo predmet opazovanja, določimo hipoteze, čas trajanja,  opredelimo vzorec udeležencev in izberemo primerne načine zapisovanja in ocenjevanja posameznikovega vedenja. Med najpogostejše tehnike, kjer zapisujemo posameznikovo vedenje, sodijo dnevnik, zapisovanje kritičnih dogodkov, anekdotski zapis in ček lista. Pri dnevniku gre za zapisovanje, kjer opazovalec retrospektivno zapisuje dogodke, ki so se zgodili. Pri zapisovanju kritičnih dogodkov čakamo, da se le ta pojavi in nato opišemo celoten potek dogajanja oz. vedenja, medtem ko pri anekdotskem zapisu opazovalec neprestano zapisuje vse, kar se v danem trenutku dogaja – vedenje posameznika, fizikalne pogoje, odzive drugih udeležencev in ostale morebitne vplivajoče dejavnike. Takšno opazovanje je lahko zamudno, poleg tega pa je zelo težko zapisati vedenje več kot enega udeleženca. Uporabimo lahko tudi ček listo, pri kateri oblikujemo postavke, ki pomenijo različne oblike vedenja (npr. otrok se igra, otrok vzame igračo drugemu otroku ) in nato zapisujemo, ali se oblike vedenja pojavijo. V primeru, da lahko dovolj jasno razlikujemo stopnje izraženosti določenega vedenja, za nadaljnjo analizo vedenja posameznika uporabimo ocenjevalno lestvico.